# Список номеров комикса «Метеора»
«Метео́ра» — серия комиксов серия комиксов в жанре космической оперы, публиковавшаяся российским издательством Bubble Comics с 2014 по 2018 год. История разворачивается в далёком космосе, куда стараниями своего отца попала молодая девушка из Москвы по имени Алёна Кузнецова, также известная по прозвищу «Метеора». Теперь она вместе со своими напарниками-инопланетянами занимается контрабандой, преследуя две цели: заработать как можно больше энергокубов (местной валюты) и вернуться домой на Землю к своей матери.
25 октября 2014 года первый выпуск серии поступил в продажу. Дальнейшие выпуски комикса выходили ежемесячно каждое 25 число, хотя иногда комикс мог выходить как на день-два раньше, так и позже. Выпуски с 14-го по 17-й формально являются частью глобального события-кроссовера «Время Ворона», которое так или иначе затронуло все серии комиксов издательства Bubble, выходившие на тот момент, хотя напрямую персонажи «Метеоры» не принимали участия в его событиях. Иногда выпуски «Метеоры» издавались дополнительным тиражом с альтернативной обложкой, обычно приуроченной к какому-нибудь фестивалю или эксклюзивной для какого-нибудь магазина.

## Список номеров
| № | Заглавие                     | Сценарист(ы)                 | Художник(и)                                   | Колорист(ы)                                                               | Дата выхода      | ISBN                   |
| --- | ---------------------------- | ---------------------------- | --------------------------------------------- | ------------------------------------------------------------------------- | ---------------- | ---------------------- |
| 1 | Самая опасная вещь в космосе | Артём Габрелянов             | Константин Тарасов Евгений Яковлев Анна Рудь  | Анастасия Катеринич Евгений Яковлев Мария Васильева Надежда Микрюкова     | 1 октября 2015   | ISBN 978-5-9907068-3-5 |
| Список номеров: - 1. Самая опасная вещь в космосе — часть 1 (25 октября 2014) - 2. Самая опасная вещь в космосе — часть 2 (24 ноября 2014) - 3. Прорыв — часть 1 (25 декабря 2014) - 4. Прорыв — часть 2; Новая реальность (26 января 2015) - 5. Дело чести — часть 1 (24 февраля 2015) - 6. Дело чести — часть 2 (26 марта 2015) |                              |                              |                                               |                                                                           |                  |                        |
| Метеора, Зигги и Пуш, чтобы добиться права на торговлю в системе Кальвонелла, принимают заказ по доставке энергокубов на планету Барбу. Вскоре герои понимают, что заказчик решил уничтожить неугодную планету с помощью зародыша чёрной дыры; они обезвреживают её и мирят заказчика и жителей планеты. Выясняется, что Метеора неоднократно пыталась совершить Прорыв и попасть на Землю к матери, за что её приговаривает к смертной казни Военный трибунал космической Коалиции. Зигги и Пуш спасают девушку, но герои заводят себе врага в лице Заба Неру, военного комиссара Коалиции. После этого Зигги, будучи падким на азартные игры, крупно проигрывается, и герои на мели, поэтому Метеора втайне от команды берёт в долг у Золотого Дракона. |                              |                              |                                               |                                                                           |                  |                        |
| № | Заглавие                     | Сценарист(ы)                 | Художник(и)                                   | Колорист(ы)                                                               | Дата выхода      | ISBN                   |
| 2 | Блокада                      | Игорь Худаев                 | Константин Тарасов                            | Мария Залогина Дарья Орешина Expie Ai                                     | 16 апреля 2016   | ISBN 978-5-9907605-5-4 |
| Список номеров: - 7. Блокада — часть 1 (24 апреля 2015) - 8. Блокада — часть 2 (25 мая 2015) - 9. Блокада — часть 3 (25 июня 2015) - 10. Блокада — часть 4 (24 июля 2015) - 11. Блокада — часть 5 (24 мая 2015) - 12. Блокада — часть 6 (25 мая 2015) |                              |                              |                                               |                                                                           |                  |                        |
| По заказу короля сонгов герои под прикрытием перевозят древние технологии на планету под блокадой флота Коалиции. Втайне от друзей Метеора встречается с Честным Уле, работающим на Золотого Дракона, чтобы передать ему часть перевозимой информации, но тот решает продать Метеору Забу Неру. Пуш встречает Тамири Ур’Цыс, свою бывшую возлюбленную, и узнаёт, что она стала невестой другого лирим. Расставшись с Тамири, он вступает в конфликт с инспекторами Коалиции. Героев преследует военный офицер. Уле забирает нужную информацию, король убивает Уле и преобразует планету в орудие, чтобы уничтожить и расу своих противников, и Коалицию. Начинается битва, после которой всю планету поглощает чёрная дыра. |                              |                              |                                               |                                                                           |                  |                        |
| № | Заглавие                     | Сценарист(ы)                 | Художник(и)                                   | Колорист(ы)                                                               | Дата выхода      | ISBN                   |
| 3 | Окончательное решение        | Игорь Худаев                 | Нина Вакуева Алина Ерофеева                   | Наталья Мартинович Юлия Шевцова Expie Ai Екатерина Мазурчак               | 29 сентября 2016 | ISBN 978-5-9908270-3-5 |
| Список номеров: - 13. Свинцовые небеса (26 октября 2015) - 14. Окончательное решение — часть 1 (24 ноября 2015) - 15. Окончательное решение — часть 2 (25 декабря 2015) - 16. Окончательное решение — часть 3 (25 января 2016) - 17. Лицо человека (25 февраля 2016) |                              |                              |                                               |                                                                           |                  |                        |
| Команда в долгах скрывается от Золотого Дракона, а комиссар Неру, убеждённый, что все люди опасны, решает уничтожить Землю, воплотив план «Окончательное решение». Метеоре с командой удаётся украсть для продажи торпеду. От Йанго, брата Зигги, команда узнаёт, что из Земли произошел выстрел возможного «психотропного оружия» (в связи с нашествием бога-ворона Кутха в кроссовере «Время Ворона»), поэтому планета представляется Союзу опасной. Метеора хочет спасти свою планету, и ей удаётся уничтожить Неру, но вернуться на Землю у неё не выходит. |                              |                              |                                               |                                                                           |                  |                        |
| № | Заглавие                     | Сценарист(ы)                 | Художник(и)                                   | Колорист(ы)                                                               | Дата выхода      | ISBN                   |
| 4 | Охота                        | Игорь Худаев                 | Константин Тарасов Олег Окунев Ксения Коляда  | Expie Ai Роман Титов Лада Акишина Мария Васильева Анастасия Вольно        | 28 июля 2017     | ISBN 978-5-9500084-7-4 |
| Список номеров: - 18. Там, где обитают драконы (23 апреля 2016) - 19. Охота — часть 1 (23 мая 2016) - 20. Охота — часть 2 (23 июня 2016) - 21. Охота — часть 3 (23 июля 2016) - 22. Охота — часть 4 (25 августа 2016) - 23. Откровение (27 сентября 2016) - 24. Охота — часть 6 (24 октября 2016) - 25. Я помню (25 ноября 2016) |                              |                              |                                               |                                                                           |                  |                        |
| Пока Зигги и Пуш пытаются узнать информацию о Золотом Драконе, Метеора выходит на Архиваруса из этой организации и выплачивает долг лично ему. На Гаале новый король отправляет Охотницу и Тамири за Пушоргалом. Тамири думает, что Пушу хотят вернуть трон, но на деле Король желает его убить. Вместе с тем, на Метеору и Пуша нападают Клыки Дракона. Метеора отвлекает нападающих, Пуш и Зигги пытаются активировать отключенную систему вызова Коалиции. Отбившись от Клыков, Метеора сталкивается с Охотницей и побеждает, герои сбегают, но позже та их настигает, корабль контрабандистов разрушен, а Метеора тяжело ранена. Их арестовывает Коалиция. |                              |                              |                                               |                                                                           |                  |                        |
| № | Заглавие                     | Сценарист(ы)                 | Художник(и)                                   | Колорист(ы)                                                               | Дата выхода      | ISBN                   |
| 5 | Одной крови                  | Анна Булатова                | Андрей Родин Тая Макаревич                    | Маргарита Каблукова Роман Титов                                           | 28 сентября 2017 | ISBN 978-5-9500084-8-1 |
| Список номеров: - 26. Конкуренты — часть 1 (25 декабря 2016) - 27. Конкуренты — часть 2 (25 января 2017) - 28. Одной крови (23 февраля 2017) - 29. Мышка и кракен (24 марта 2017) - 30. Что есть имя (24 апреля 2017) |                              |                              |                                               |                                                                           |                  |                        |
| Освободившись, Метеора берёт заказ, в котором им помогают другие контрабандисты — Скримбикус и неизвестный с планеты Вейл. Они обманывают Метеору, и та решает отомстить. В ходе конфликта на украденной Метеорой сфере контрабандисты находят записи о Великом выбросе и видят подозрительный корабль в опасной близости к пульсару Илиб — звезде, от которой и произошёл выброс. Вейланин решает лететь к месту выброса, чтобы узнать больше, но пропадает, и команды контрабандистов объединяются, чтобы его найти. Вместе они отправляются к пульсару, Метеора попадает в ловушку и находит там вейланина. Они оба уверены, что умрут, и он рассказывает, что лишён даже имени. Девушка даёт вейланину новое имя — Тео. |                              |                              |                                               |                                                                           |                  |                        |
| № | Заглавие                     | Сценарист(ы)                 | Художник(и)                                   | Колорист(ы)                                                               | Дата выхода      | ISBN                   |
| 6 | Проверка пульса              | Анна Булатова                | Андрей Родин Мадибек Мусабеков                | Роман Титов Анна Сидорова Наталья Нестеренко                              | 1 апреля 2018    | ISBN 978-5-950062-094  |
| Список номеров: - 31. Проверка пульса — часть 1 (25 мая 2017) - 32. Проверка пульса — часть 2 (26 июня 2017) - 33. Проверка пульса — часть 3 (25 июля 2017) - 34. Проверка пульса — часть 4 (25 августа 2017) - 35. Танцуй, серебристая леди (25 сентября 2017) |                              |                              |                                               |                                                                           |                  |                        |
| Команды спасают своих капитанов и узнают, что вскоре случится новый Выброс, который уничтожит полгалактики. Пуш решает воспользоваться Оком — особым устройством перемещения его народа, чтобы быстро эвакуировать беженцев, но для этого ему нужно договориться с нынешним королем Гаала, Хашоргалом. Для этого он сдаётся королю при встрече с Тамири, ставшей фавориткой короля. Остальные контрабандисты начинают эвакуацию галактики. Хашоргал догадывается, зачем Пуш хотел встретиться с ним, и решает взять власть над Оком сам, пожертвовав беженцами. Контрабандисты перехватывают управление Оком, перенаправляют его энергию и гасят звезду Илиб. Жители галактики верят, что спаситель — Хашоргал. Метеора предлагает Тео остаться с её командой, но в итоге они сильно ссорятся и расходятся. |                              |                              |                                               |                                                                           |                  |                        |
| № | Заглавие                     | Сценарист(ы)                 | Художник(и)                                   | Колорист(ы)                                                               | Дата выхода      | ISBN                   |
| 7 | Вольная птица                | Анна Булатова                | Мадибек Мусабеков Андрей Родин Оксана Турляй  | Анна Сидорова Маргарита Каблукова Виктория Виноградова Наталья Нестеренко | 4 октября 2018   | ISBN 978-5-6041510-5-1 |
| Список номеров: - 36. Зверолов (25 октября 2017) - 37. Вольная птица — часть 1 (24 ноября 2017) - 38. Вольная птица — часть 2 (25 декабря 2017) - 39. Вольная птица — часть 3 (25 января 2018) |                              |                              |                                               |                                                                           |                  |                        |
| Метеора и Пуш решают отдохнуть, но за ними начинает охоту Зверолов, которого подослала некая Тшилара. Ора решает сама проследить за ними. Зверолов знакомится с настоящим нанимателем — Фениксом, отцом Метеоры. Тшилара рассказывает Пушу о своём эксперименте — она вывозила людей с Земли, чтобы приучить их к космической среде, но успешно прижился только Феникс. Феникс планирует снять изоляцию с Земли и подговаривает дочь ему помочь. Он хочет с помощью способности Тшилары загипнотизировать Хашоргала, который, как «спаситель галактики», выступит на конференции и потребует выхода Земли из изоляции. Пуш и Зигги пытаются образумить Метеору. |                              |                              |                                               |                                                                           |                  |                        |
| № | Заглавие                     | Сценарист(ы)                 | Художник(и)                                   | Колорист(ы)                                                               | Дата выхода      | ISBN                   |
| 8 | Вольная птица                | Анна Булатова                | Андрей Родин Евгений Борняков                 | Маргарита Каблукова Наталья Мартинович Алёна Медовникова                  | 21 апреля 2019   | ISBN 978-5-604-15113-6 |
| Список номеров: - 40. Вольная птица — часть 4 (26 февраля 2018) - 41. Вольная птица — часть 5 (26 марта 2018) - 42. Вольная птица — часть 6 (25 апреля 2018) - 43. Король и плут — часть 1 (25 мая 2018) - 44. Король и плут — часть 2 (25 июня 2018) |                              |                              |                                               |                                                                           |                  |                        |
| Восстанавливающийся Заб Неру узнаёт, что Феникс выжил, и организует защиту Хашоргала. Метеора и Феникс с наемниками пробираются на конференцию, но план срывается, и Пуш оказывается на допросе у Заба Неру. Тшиларе удается проникнуть в сознание короля, но его внутренний зверь срывается и сильно ранит гипнотизёршу. Для успешного отступления Феникс добивает Тшилару. Во время переполоха король Хашоргал оказывается убит, Заб Неру захватывает Метеору. С Земли снимают изоляцию, называя это наказанием за совершённое людьми. Тео на родной планете помогает вейланам, оставшимся без племени. Пуш решает спасти с помощью новоприобретенной силы Тамиру, которую за предательство подвесили на шипах, но она отказывается оживать и прощается с принцем. |                              |                              |                                               |                                                                           |                  |                        |
| № | Заглавие                     | Сценарист(ы)                 | Художник(и)                                   | Колорист(ы)                                                               | Дата выхода      | ISBN                   |
| 9 | Стоп машина                  | Анна Булатова Евгений Еронин | Виктория Тиртилова Оксана Турляй Андрей Родин | Маргарита Каблукова Expie Ai                                              | 3 октября 2019   | ISBN 978-5-6042724-4-2 |
| Список номеров: - 45. Стоп машина! — часть 1 (25 июля 2018) - 46. Стоп машина! — часть 2 (24 августа 2018) - 47. Стоп машина! — часть 3 (24 сентября 2018) - 48. Стоп машина! — часть 4 (25 октября 2018) - 49. Стоп машина! — часть 5 (26 ноября 2018) - 50. Стоп машина! — часть 6 (29 декабря 2018) |                              |                              |                                               |                                                                           |                  |                        |
| К Тео попадает вейланин без памяти, и он пытается вернуть её новоприбывшему. Прилетает Зигги вместе с Метеорой и Забом Неру — последний сложил свои полномочия комиссара и помог Оре сбежать в обмен на помощь в поимке Феникса. Вейланин смог вспомнить, почему ему стерли память — он узнал, что вейлы строят планы нападения на Землю, и их пособник — Феникс. Феникс открывает порталы с помощью пирамид, и вейлы начинают наступление, Пуш с войском помогают землянам. Тео, Зигги и Ора пробираются к Фениксу. Тот рассказывает, как познакомился с матерью Метеоры. Ора узнает, что её мама давно мертва. Заб Неру раскрывает, что Феникс с помощью Великого выброса вернулся в прошлое и расколол Коалицию, желая повлиять на собственное настоящее и спасти жену, но вместо этого застрял во временной петле. Является последний из расы Алаи, способный стереть само существование Феникса, разрушив временную петлю. Прислушавшись к просьбе Метеоры, он создаёт временной парадокс, где Алёна Кузнецова вместе с отцом замкнут временную петлю, прожив жизнь как обычные земляне. Метеора навсегда прощается с друзьями, и её стирают из настоящего. Спустя несколько недель Зигги, Тео и Пуш с помощью биотехнологии и телепатии воссоздают Метеору в теле вейланки. |                              |                              |                                               |                                                                           |                  |                        |